# Altwies
Altwies (luxembourgeois : Altwis) est une section de la commune luxembourgeoise de Mondorf-les-Bains située dans le canton de Remich.
En 2022, le village compte 831 habitants.

## Géographie
Traversée par les routes CR155 et N16, la localité d'Altwies est située sur la frontière franco-luxembourgeoise, à l'Ouest de Mondorf-les-Bains.

## Histoire
À la suite de la convention du 16 mai 1769, la grande majorité des habitations d'Altwies, alors situées sur la rive gauche de la Gander, sont restées luxembourgeoises ; contrairement aux quelques maisons situées sur la rive droite qui sont devenues françaises et qui ont été par la suite rattachées à la commune de Mondorff. Celles-ci forment un hameau qui est également appelé Altwies (alias Altwiese).

## Monuments

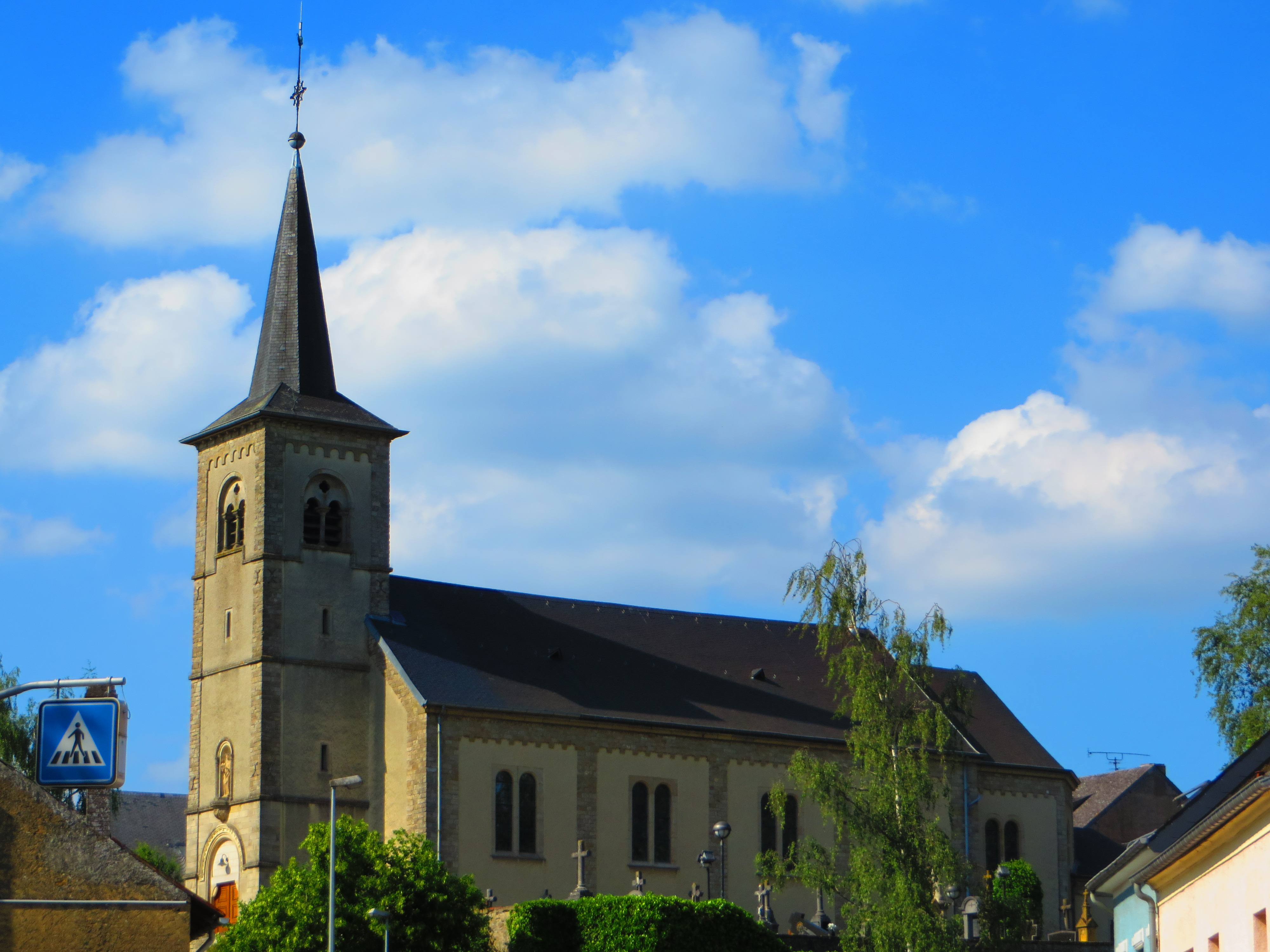
Église d'Altwies.
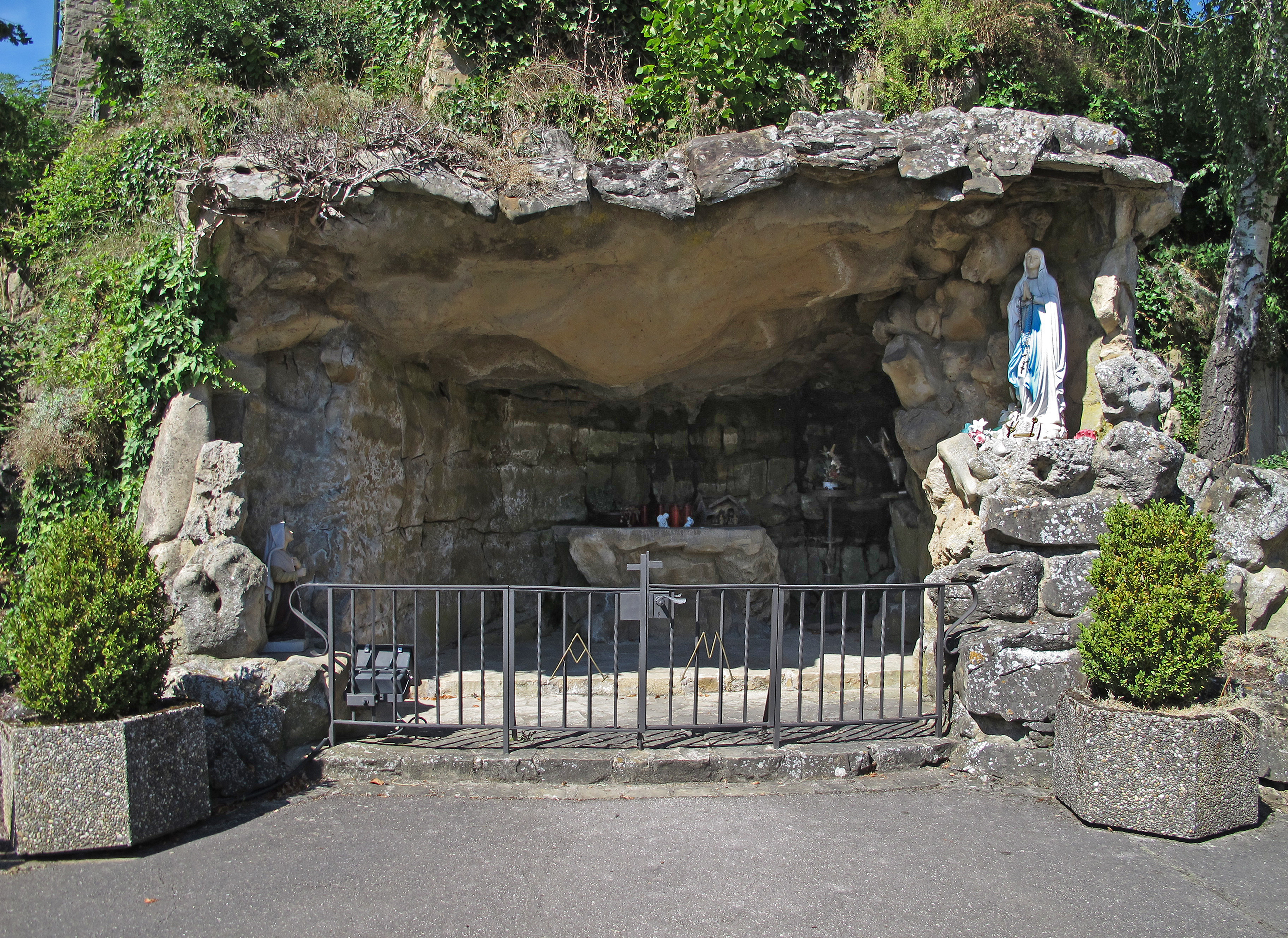
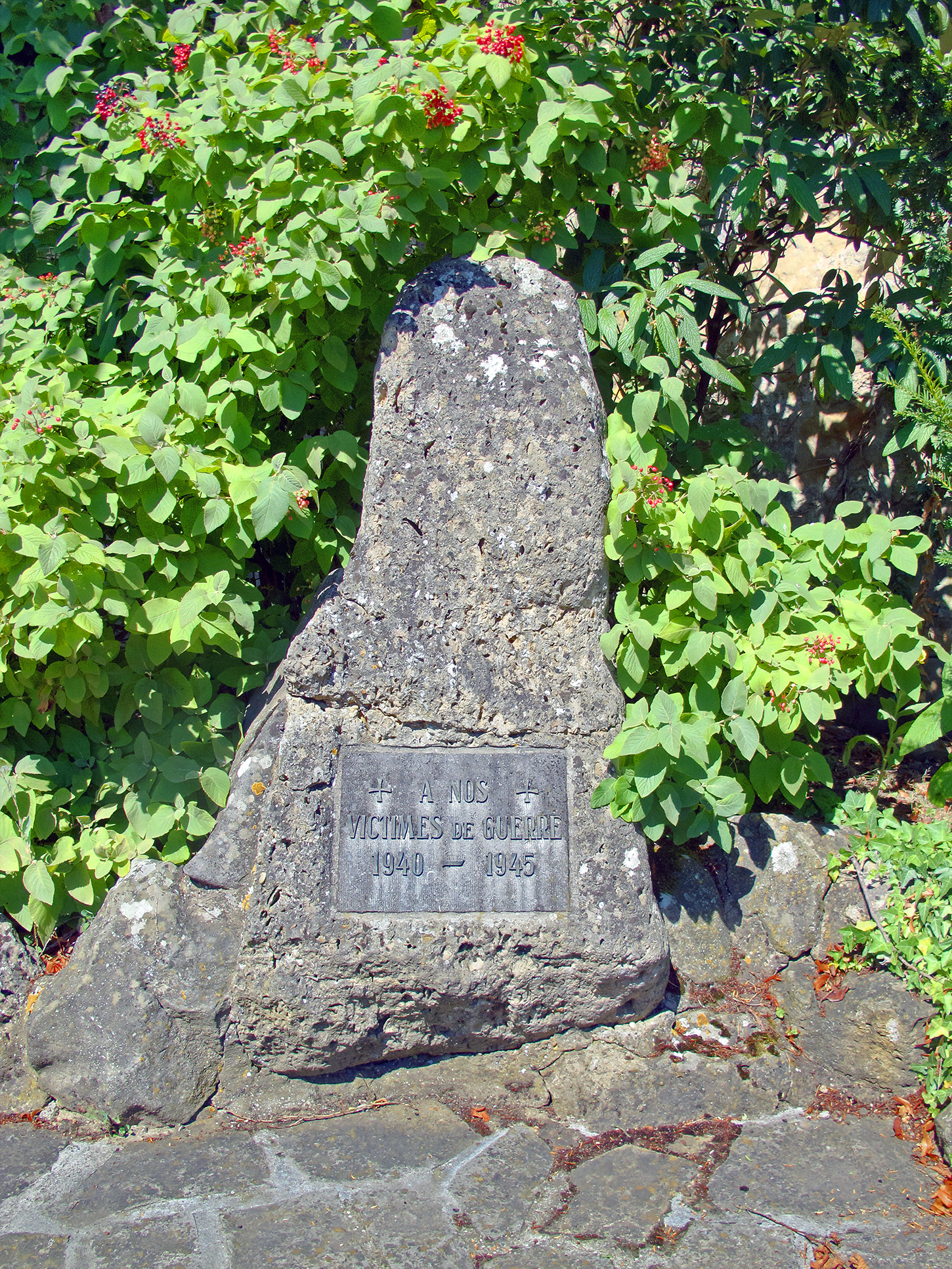
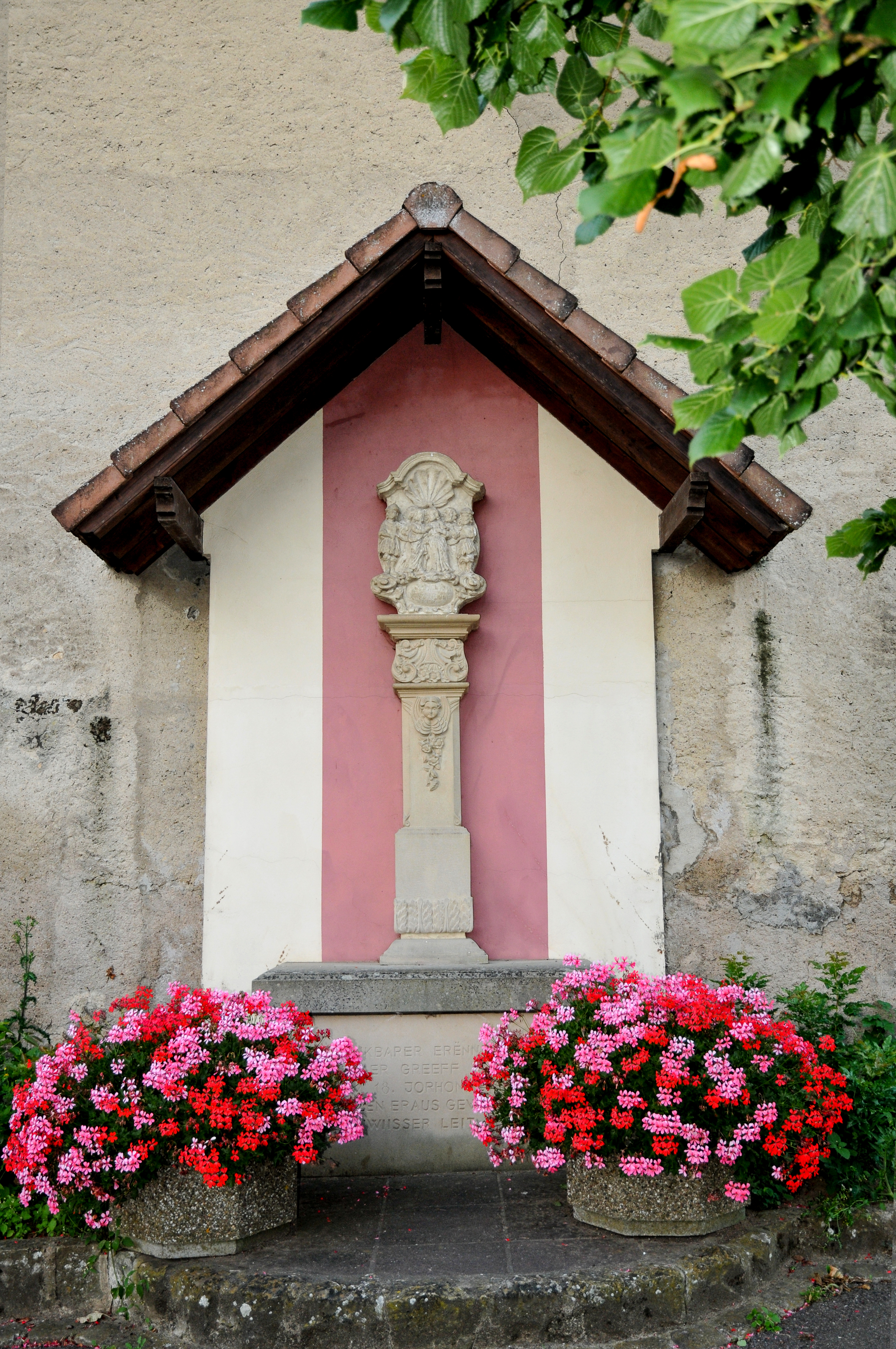
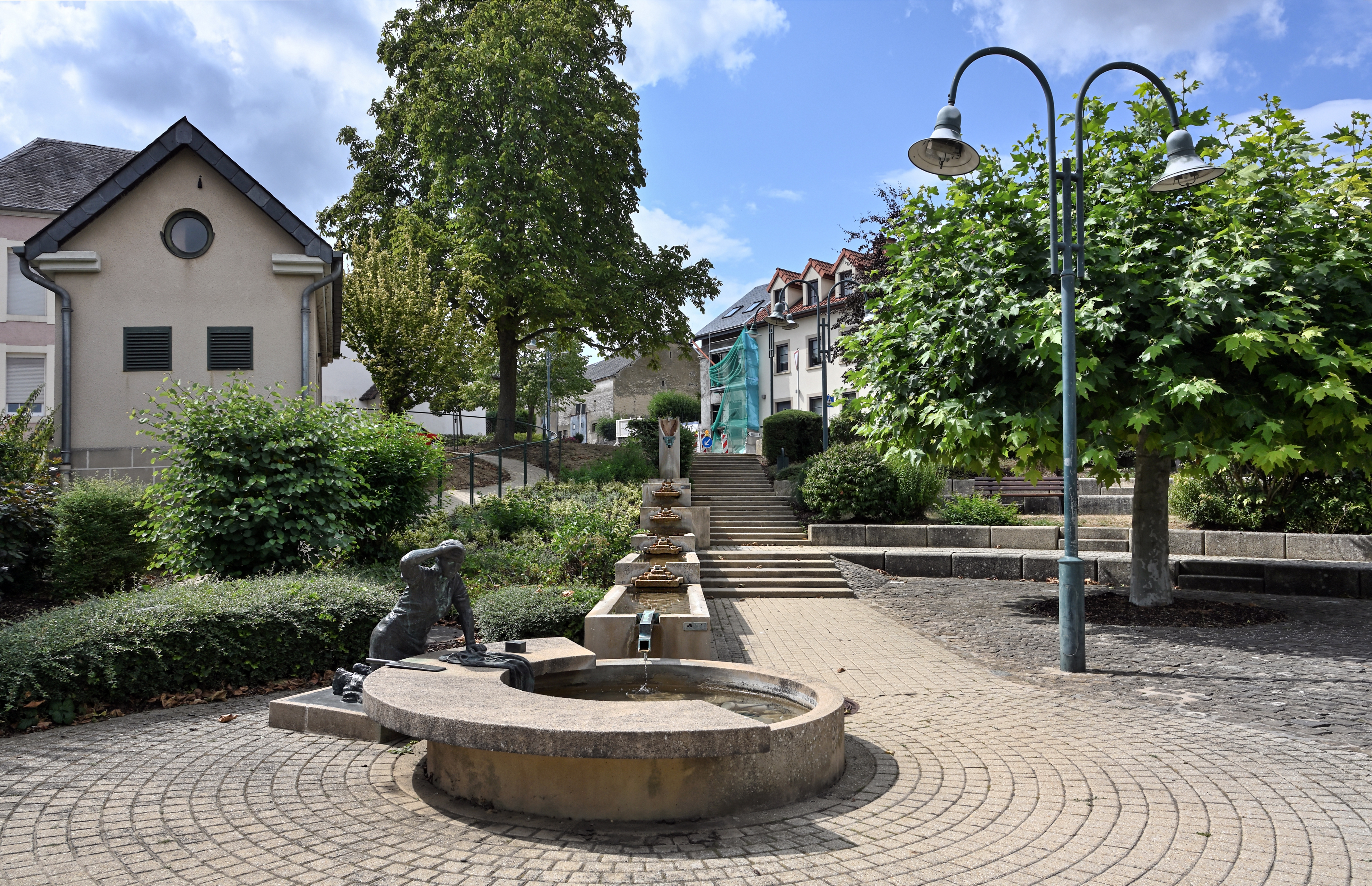